# Juan Roca Brunet
Juan Roca Brunet (Cuba, 27 de outubro de 1950) é um ex-basquetebolista cubano que integrou a Seleção Cubana que conquistou a medalha de bronze disputada nos XX Jogos Olímpicos de Verão realizados em Munique em 1972.